# Bathybagrus tetranema
Bathybagrus tetranema är en fiskart som beskrevs av Bailey och Stewart, 1984. Bathybagrus tetranema ingår i släktet Bathybagrus och familjen Claroteidae. IUCN kategoriserar arten globalt som livskraftig. Inga underarter finns listade.